# North Downs Way
Der North Downs Way ist ein Fernwanderweg in Südengland von Farnham nach Dover, der im Jahr 1978 eröffnet wurde. Er verläuft vorbei an Godalming, Guildford, Dorking, Merstham, Otford und Rochester, entlang der Surrey Hills und Kent Downs, die beide als Area of Outstanding Natural Beauty (AONB) klassifiziert sind.
Östlich von Boughton Lees in der Nähe von Ashford, teilt sich der Weg in zwei Alternativen, der nördliche Weg verläuft über Canterbury und der südliche über Wye:
- Der südliche Abschnitt östlich von Boughton Lees kreuzt den Stour Valley Walk und führt an der Wye Crown vorbei.

- Der nördliche Abschnitt des Weges verläuft immer entlang der Bergrücken der North Downs Hügel auf dem steilen Teil des Stour-Tals im Westen und folgt in etwa dem Pilgrims’ Way Path der im Mittelalter von vielen Pilgern genutzt wurde.

Die beiden Wegeabschnitte vereinigen sich dann wieder in Dover. Die nördliche Route ist 211 km lang, und die südliche Route 201 km, die Gesamtlänge der North Downs Way also 246 km.
Die Wegerechte sind gemischt, sie verändern sich im Verlauf vom Status als Fußweg, Reitweg, Nebenweg und Straße. Rund 19 % des Weges folgen Straßen, aber 75 % davon sind sehr kleine Wege.
Der Weg führt durch das Downland, die Wege und die umliegende Landschaft sind durch Kreide-haltige Böden und Kalkmagerwiesen und -weiden sowie landwirtschaftlich genutzten Tonböden geprägt.

## Fotografien

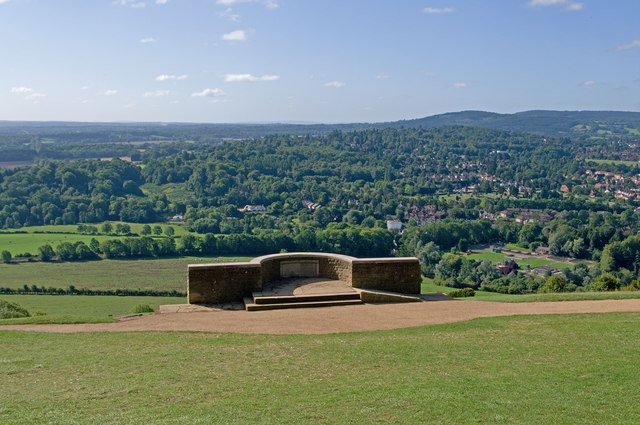
Box Hill, Dorking mit Gedenkstätte für Leopold Salomon, der den Ort der Öffentlichkeit vermachte.
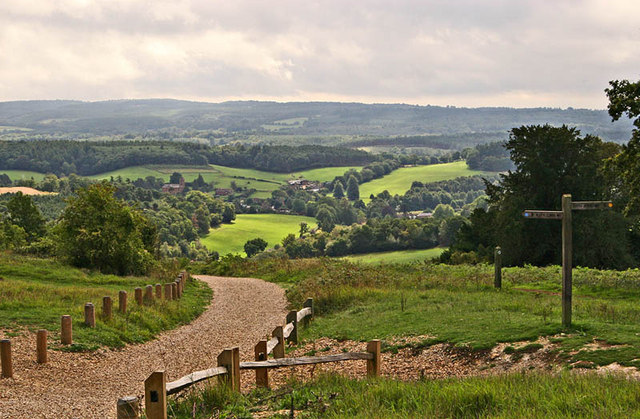
Newlands Corner, Guildford und der Fernwanderweg.